# Choorstraat 14 (Utrecht)

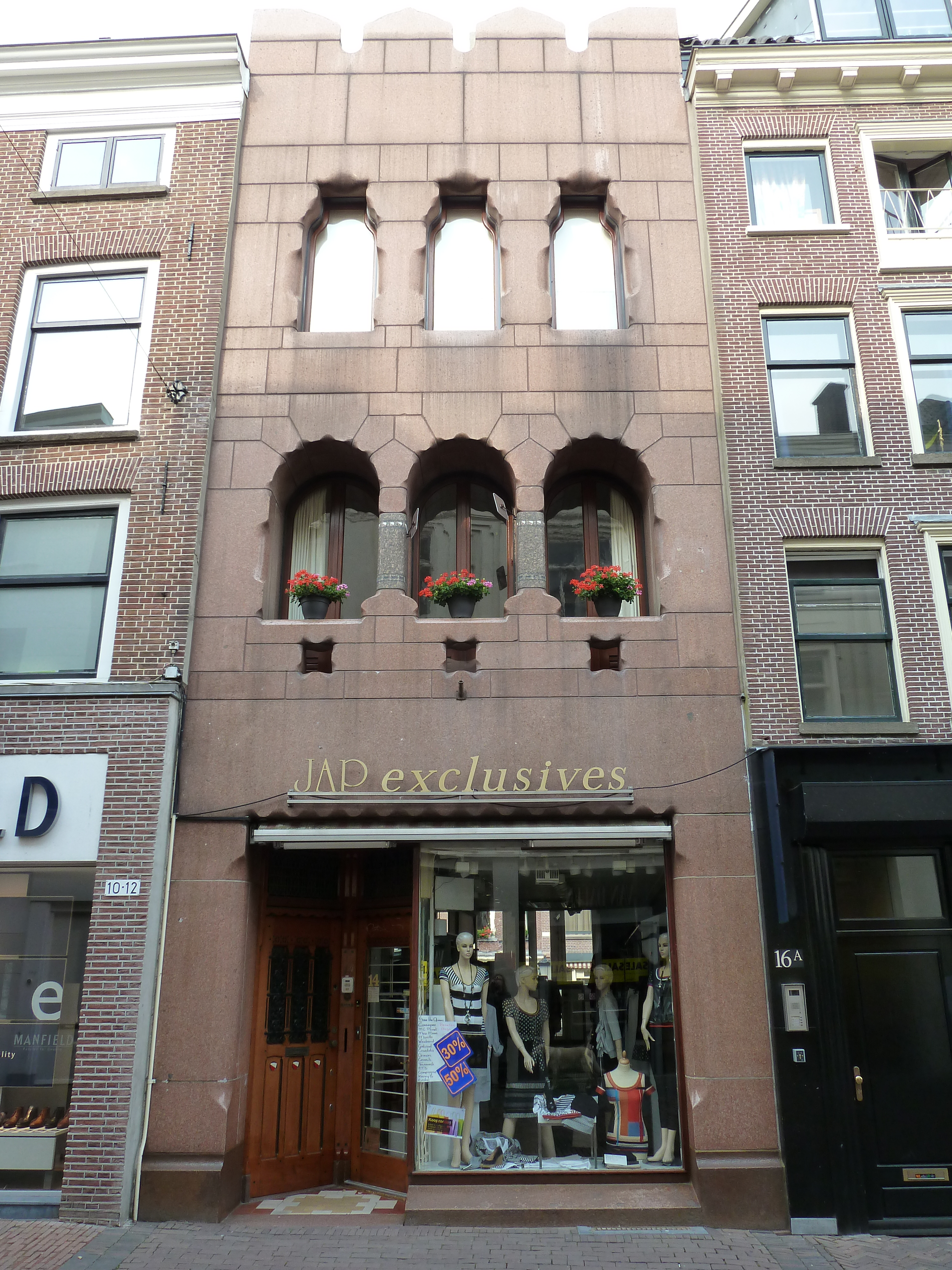
Choorstraat 14

Choorstraat 14 is het adres van een rijksmonumentaal pand in de Nederlandse stad Utrecht.
Het woonwinkelpand in de Choorstraat dateert uit 1906 en is ontworpen door de architecten Staal en Kropholler. Het ontwerp is sterk geïnspireerd door de Moorse bouwstijl. De opdrachtgever was de Levensverzekering-maatschappij "Utrecht". Naast dit bijkantoor liet die ook elders in die stad onder meer het (inmiddels verdwenen) gebouw De Utrecht bouwen.
De voorgevel bestaat over alle drie de verdiepingen uit platen gepolijst roze graniet. Op de eerste verdieping is een loggia aangebracht en geheel bovenaan een rij van vier kantelen. De pui en driezijdige portiek zijn origineel. Aan de achterzijde grenst het pand aan de Oudegracht. Net als de buurpanden heeft het daar een kelder ter hoogte van de Vismarkt en de werf overbouwd.